# Szent Ildefonz
Szent Ildefonz O.S.B. (latinul: Ildefonsus, spanyolul: San Ildefonso), (Toledo, 607 körül – Toledo, 667. január 23.) szentként tisztelt kora középkori hispániai érsek, egyházi író, Spanyolország egyik védőszentje.

## Élete
Előkelő családban született, és fiatalon Sevillai Szent Izidor tanítványa volt. Előkelő társadalmi helyzetét és vagyonát feladva – szülei akarata ellenére – kolostorba lépett Toledo közelében. Diakónus volt, és a 656-ban tartott 10. zsinat Ildefonz javaslatára rendelte a december 18-i Mária szülésének várása ünnepet. 657-ben Recceswinth nyugati gót király kérésére fogadta el a toledói érseki címet. Különösen Szűz Mária iránti áhítatáról volt ismert, és könyvben cáfolta a Helvidius-féle eretnekséget, amely Mária örök szüzességét támadta. A legenda szerint egy ízben egy reggel, a gyümölcsoltókor bement a katedrálisba elmondani a matutiniumot, és meglátta Máriát az angyaloktól körülvéve trónján ülni, kezében Ildefonz könyvével. Mária meg is köszönte Ildefonznak a szüzessége érdekében kifejtett buzgóságát.
Más alkalommal állítólag mise közben jelent meg neki Szent Leocadia, Toledo védőszentje, és kijelentette, hol találja meg Ildefonz a már régóta hiába keresett ereklyéit.
Ildefonz 667-ben hunyt el, mintegy 60 éves korában. Szent Leokádia bazilikájában temették el, majd 750 körül az arab hódítók elől a zamorai Szent Péter-templomba vitték át maradványait. A római katolikus egyház szentként tiszteli és halála napján üli meg emlékét. Ildefonzot egyébként Spanyolország egyik védőszentjeként is tesztelik.

## Művei
Ildefonzról ismert volt, hogy sok prózai és verses művet írt, ezeknek ő maga rendezte 4 csoportba. A művek nagy része azonban elveszett az évszázadok folyamán, ránk csak az első teológiai témakörű kisebb művek maradtakː
- Adnotaiones de cognitione baptismi – „Jegyzetek a keresztség megismeréséhez”; teológiai írás[3]
- Liber de itinere deserti – „A sivatagi útról egy könyvben”; teológiai írás[3]
- De virginitate perpetua beatae Mariae – „Boldog Mária örökös szüzességéről”; teológiai írás[3]
- De viroroum illustrium scriptis – „Hírneves férfiak írásairól”; tulajdonképpen Sevillai Szent Izidor De viris illustribusának kiegészítése 14 egyházi íróval (Nagy Szent Gergelytől [†604] Toledoi Eugeniusig [†657]); a római Gergely kivételével valamennyi író hispániai[3]